# 남동구청장 선거
남동구청장 선거는 인천광역시 남동구의 구청장을 선출하는 선거이다.

## 역대 민선 남동구청장
| 선거   | 정당 | 정당         | 구청장 |
| ------ | ---- | ------------ | ------ |
| 1995년 |      | 민주당       | 김용모 |
| 1998년 |      | 자유민주연합 | 이헌복 |
| 2000년 |      | 한나라당     | 윤태진 |
| 2002년 |      | 한나라당     | 윤태진 |
| 2006년 |      | 한나라당     | 윤태진 |
| 2010년 |      | 민주노동당   | 배진교 |
| 2014년 |      | 새누리당     | 장석현 |
| 2018년 |      | 더불어민주당 | 이강호 |
| 2022년 |      | 국민의힘     | 박종효 |

## 역대 선거 결과

### 제1회 전국동시지방선거
|  | 38.67% |

|  | 37.79% |

|  | 23.53% |

### 제2회 전국동시지방선거
|  | 35.89% |

|  | 27.36% |

|  | 24.72% |

|  | 12.00% |

### 2000년 대한민국 재보궐선거
이헌복 구청장의 사퇴로 인해 치러진 2000년 대한민국 재보궐선거에서 한나라당 윤태진 후보가 당선되었다.

### 제3회 전국동시지방선거
|  | 58.21% |

|  | 34.00% |

|  | 7.77% |

### 제4회 전국동시지방선거
|  | 58.28% |

|  | 18.69% |

|  | 13.09% |

|  | 9.92% |

### 제5회 전국동시지방선거
|  | 54.98% |

|  | 45.01% |

### 제6회 전국동시지방선거
|  | 50.28% |

|  | 49.71% |

### 제7회 전국동시지방선거
|  | 50.13% |

|  | 23.17% |

|  | 22.02% |

|  | 4.66% |

### 제8회 전국동시지방선거
|  | 51.04% |

|  | 48.95% |